# Ansbald von Prüm

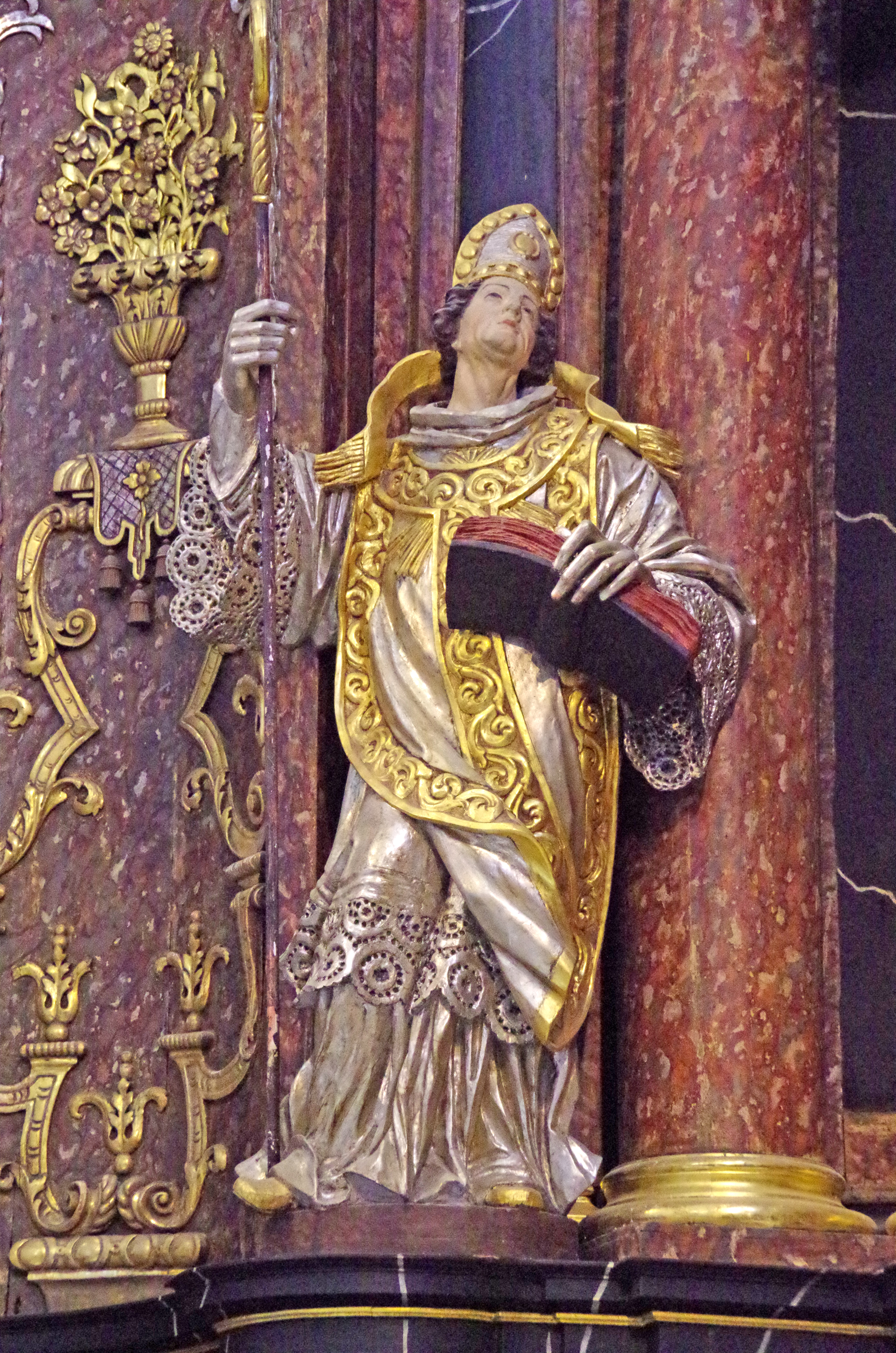
Hochaltar der Sankt-Salvator-Basilika (Prüm), Statue St. Ansbald, Abt von Prüm

Heiliger Ansbald (Ansbaud) von Prüm (* um 810 in Luxemburg (?); † 12. Juli 886 in Prüm) war Abt in Prüm (Prumia).
Ansbald stammte aus einem Grafengeschlecht, wahrscheinlich aus dem Gebiet des heutigen Luxemburg. Als Mönch war er bereits im Benediktinerkloster Prüm, als er kurzzeitig als Abt ins Kloster St. Hubertus (Saint-Hubert) in den Ardennen ging. Als der Prümer Abt Egil (Egilo) 860 freiwillig das Amt niederlegte, wurde Ansbald Abt im Prüm und baute die durch die Normannen am 6. Januar 882 zerstörte Abtei wieder auf. Dabei erlangte er u. a. mit Unterstützung von Kaiser Karl III. (Karl der Dicke) die Bestätigung alter und neuer Privilegien. So erreichte er unter anderem, dass in Rommersheim ein Markt und eine Münzstätte zugunsten der Abtei eingerichtet werden konnte.

## Legende
Ein Ritter Nithard lebte mit seiner Frau Erkanfrieda in den französischen Ardennen nahe der Stadt Laon. Sie dienten Gott mit Gebet und guten Werken und waren zu ihren Untertanen mild und gerecht. Sie hatten keine Kinder und wollten daher für ihr Seelenheil einem Kloster ihr reiches Erbe hinterlassen. Da es zahlreiche Klöster in den Ardennen gab, zog der Ritter seinen Beichtvater zu Rate. Der sprach zu ihm: „Nimm aus deinem Köcher einen Pfeil und schieß ihn ab. Die Lüfte werden ihn weitertragen über Berg und Tal. Dem Kloster, in dessen Bereich er niederfällt, schenke deinen Reichtum.“
Der Vorschlag gefiel dem Ritter, und er veranstaltete auf seiner Burg ein großes Fest, das sieben Tage dauerte. Am letzten Tage wollte er den Pfeil abschießen. Er versammelte seine Gäste um sich und stieg mit ihnen den Burgberg hinab ins Tal zu einem sagenumwobenen Felsen. Dort befestigte er die Schenkungsurkunde an einem Pfeil. Bevor er ihn in die Lüfte sandte, sprach der Burgkaplan zu der harrenden Menge: „Nithard übt ein edles Werk. Lasset uns zum Herrn beten, dass es recht gelingen möge!“ Alle knieten nieder und beteten. Dann bestieg Nithard den Felsen und schoss den Pfeil ab. Im gleichen Augenblick öffnete sich der Himmel, lieblicher Gesang ertönte, ein strahlender Engel stieg hernieder, fing den Pfeil auf und trug ihn durch die Lüfte davon.
Zur gleichen Zeit feierte im fernen Kloster Prüm Abt Ansbald im Kreis der Mönche und vieler Christen die heilige Messe. Plötzlich erfüllten überirdische Klänge die Kirche; der Engel schwebte zum Altar nieder und legte Pfeil und Urkunde darauf. Nachdem der Engel sich vor dem Allerheiligsten verneigt hatte, verschwand er wieder. Abt Ansbald las der staunenden Gemeinde vor, welch gute Nachricht da geschrieben stand. Als der Ritter Nithard starb, erbte das Kloster Prüm seine Besitztümer in Frankreich und hielt den segensreichen Pfeil in Ehren.
In der Abteikirche Sankt Salvator erinnern eine Statue des Abtes, ein Engel mit dem Pfeil und ein Gemälde von Januarius Zick an diese Legende. Der Gedenk- und Verehrungstag des Heiligen Ansbald ist der 12. Juli.